# Smithfield (Illinois)
Pour les articles homonymes, voir Smithfield.
Smithfield est un village du comté de Fulton dans l'Illinois, aux États-Unis,. Situé au sud du comté de Fulton, il est incorporé le 28 juillet 1894.

## Démographie
Lors du recensement de 2010, le village comptait une population de 230 habitants. Elle est estimée, en 2016, à 222 habitants.

## Source de la traduction
- (en) Cet article est partiellement ou en totalité issu de l’article de Wikipédia en anglais intitulé « Smithfield, Illinois » (voir la liste des auteurs).